# IVe gouvernement régional de Madère
Région autonome de Madère
IIIe Ve
Le IVe gouvernement régional de Madère (en portugais : IV Governo Regional da Madeira) est le gouvernement de la région autonome de Madère en fonction du 12 novembre 1984 au 9 novembre 1988 durant la quatrième législature de l'Assemblée législative.

## Composition
| Portefeuille                                    | Titulaire | Titulaire                        | Parti   |
| ----------------------------------------------- | --------- | -------------------------------- | ------- |
| Président du gouvernement régional (pt)         |           | Alberto João Jardim              | PPD/PSD |
| Secrétaire régional à la Planification          |           | Miguel José Luís de Sousa        | PPD/PSD |
| Secrétaire régional à l'Économie                |           | Rui Manuel Baptista Fontes       | PPD/PSD |
| Secrétaire régional au Tourisme et à la Culture |           | João Carlos Nunes Abreu (pt)     | PPD/PSD |
| Secrétaire régional à l'Équipement social       |           | Jorge Manuel Jardim Fernandes    | PPD/PSD |
| Secrétaire régional aux Affaires sociales       |           | Manuel Jorge Bazenga Marques     | PPD/PSD |
| Secrétaire régional à l'Éducation               |           | Eduardo António Brasão de Castro | PPD/PSD |